# Isabelle et les Gens d'ailleurs
Isabelle et les Gens d'ailleurs est la première histoire de la série Isabelle de Will, Yvan Delporte et Raymond Macherot. Elle est publiée pour la première fois dans le no 1654 du journal Spirou.

## Univers

### Synopsis
Une petite fille, Isabelle, raconte comment des hippies sont venus dans la petite ville du bord de mer où elle vit. Ils ont le pouvoir de faire pousser les fleurs en chantant, mais sont mal vus par la population de la ville.

### Personnages
- Isabelle
- les gens d'ailleurs : de jeunes hippies qui possèdent au sens littéral le flower power
- Mlle Bonnâme : personne influente dans la ville
- M. Cathard : le pharmacien

## Publication

### Revues
Cette histoire d'Isabelle de quatre planches est publiée pour la première fois dans le no 1654 du journal Spirou en 1969.

### Album
L'histoire est reprise dans l'album Le Tableau enchanté en 1972. Elle reparaît dans le premier tome de l'intégrale en 2007.